# Eucephalacris
Eucephalacris is een geslacht van rechtvleugeligen uit de familie veldsprinkhanen (Acrididae). De wetenschappelijke naam van dit geslacht is voor het eerst geldig gepubliceerd in 1976 door Descamps.

## Soorten
Het geslacht Eucephalacris omvat de volgende soorten:
- Eucephalacris bolivari Mariño & Márquez, 1985
- Eucephalacris borellii Giglio-Tos, 1897
- Eucephalacris brasiliensis Bruner, 1911
- Eucephalacris diamasina Descamps, 1980
- Eucephalacris elongata Descamps, 1977
- Eucephalacris himberti Amédégnato & Poulain, 1987
- Eucephalacris kuiru Descamps, 1976
- Eucephalacris maculifemur Descamps, 1976
- Eucephalacris miguelangeli Descamps, 1980
- Eucephalacris paraensis Amédégnato & Poulain, 1987
- Eucephalacris picticollis Descamps, 1980
- Eucephalacris pygmaea Descamps, 1980
- Eucephalacris rasceta Descamps, 1980
- Eucephalacris rondonia Descamps, 1980
- Eucephalacris sinopana Amédégnato & Poulain, 1987
- Eucephalacris spatulicerca Descamps & Amédégnato, 1970
- Eucephalacris variata Descamps, 1980